# 5817 Robertfrazer
Az 5817 Robertfrazer (ideiglenes jelöléssel 1989 RZ) egy marsközeli kisbolygó. Eleanor F. Helin fedezte fel 1989. szeptember 5-én.